# 君特·马斯特
君特·马斯特（德語：Günter Mast，1927年7月4日—2011年2月28日）是一名德国企业家，曾任野格力娇酒行政总裁。在他任职期间曾于1973年向德甲球队布伦瑞克赞助50万德国马克，以换取该队球员连续5年穿着印有野格力娇酒鹿标的球衣作赛，开创了德甲足球俱乐部的赞助先河。1983年至1986年他更是担任了该俱乐部的主席。2011年2月28日，年届84岁的马斯特因中风医治无效逝世。